# The Curse (série télévisée)
Pour l’article homonyme, voir The Curse.
The Curse est une mini-série comique américaine créée et écrite par Nathan Fielder et Benny Safdie, mettant en vedette Emma Stone, Fielder et Safdie, et diffusée entre le 12 novembre 2023 et 14 janvier 2024 sur Showtime.
En France, la série est diffusée sur Paramount+. Elle reste inédite dans les autres pays francophones.

## Synopsis
Whitney et Asher – jeune couple marié – rêvent de devenir des stars de la télé, et de l’immobilier. Installés à Espanola, au Nouveau-Mexique, ils tournent le pilote de leur émission de téléréalité, Flipanthropy, avec une idée simple : régénérer une petite ville, en transformant les vieilles maisons en maison écolos et en ouvrant des magasins branchés qui créent de l’emploi. Mais on comprend vite que le couple cherche à s’enrichir, et à faire monter les prix de l’immobilier.

## Distribution

### Principaux
- Emma Stone (VF : Elisabeth Ventura) : Whitney Siegel[4]
- Nathan Fielder (VF : Donald Reignoux) : Asher Siegel[5]
- Benny Safdie (VF : Thomas Roditi) : Dougie Schecter, le producteur du show[5]

### Récurrents
- Corbin Bernsen (VF : Philippe Peythieu) : Paul, le père de Whitney[6]
- Constance Shulman : Elizabeth, la mère de Whitney[6]
- Hikmah Warsame (VF : Cindy Lemineur) : Nala
- Dahabo Ahmed (VF : Lisa Caruso) : Hani
- Christopher Calderon (VF : Éric Marchal) : Fernando
- Barkhad Abdi (VF : Diouc Koma) : Abshir, le père de Nala[6]
- Gary Farmer (VF : Michel Voletti) : James Toledo
- Nizhonniya Austin (VF : Kelly Marot) : Cara Durand

 Source et légende : version française (VF) sur RS Doublage

## Production
La production a reçu le feu vert de Showtime en février 2020. La série comique d'une demi-heure a été créée et écrite par Nathan Fielder et Benny Safdie. Le tournage a eu lieu à Santa Fe, Nouveau-Mexique et Española de juin à début octobre 2022.

## Épisodes
- Terre d'enchantement (Land of Enchantment)
- La pression est bonne pour l'instant (Pressure's Looking Good So Far)
- Questa Lane (Questa Lane)
- Sous le grand arbre (Under the Big Tree)
- C'est une belle journée (It's a Good Day)
- Le feu continue de brûler (The Fire Burns On)
- Exclusion Volontaire (Self-Exclusion)
- Se salir les mains (Down and Dirty)
- De jeunes cœurs (Young Hearts)
- Green Queen (Green Queen)

## Distinction

### Nomination
- Golden Globes 2024 : Meilleure actrice dans une série télévisée dramatique pour Emma Stone[9]